# Dysmorphophobie musculaire

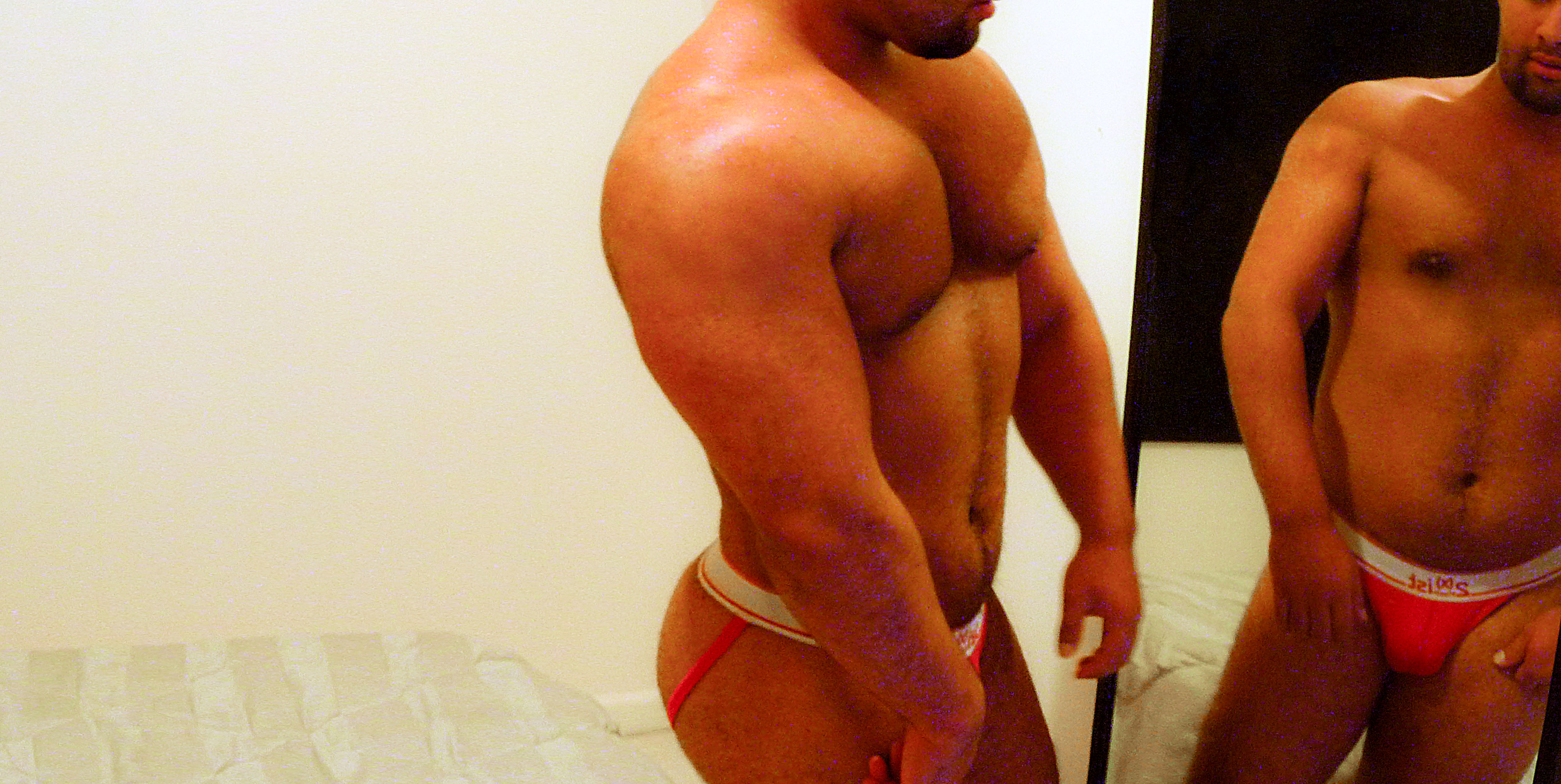
Une personne souffrant de dysmorphie musculaire sous-estime sa propre masse musculaire

La dysmorphie musculaire, aussi connue sous le nom de « megarexia », « bigorexia », ou « anorexie inverse », est un sous-type de dysmorphophobie. La dysmorphie musculaire est classifiée dans le DSM-5 comme une dysmorphie du corps et un trouble similaire à l'anorexie, mais est en cela spécifique que la préoccupation majeure est une apparence du corps trop petit, trop maigre, insuffisamment musclé, ou insuffisamment mince. La dysmorphie musculaire affecte surtout les hommes. Dans la plupart des cas, la constitution physique de l'individu touché est normale. L’individu est parfois exceptionnellement musclé, mais se voit « trop petit » ou « trop maigre » par rapport à d'autres hommes. La dysmorphie musculaire entraîne une obsession de la pratique d'exercices physiques et de la nutrition. Les malades consacrent un temps et une attention démesurés à l’entraînement sportif, aux régimes alimentaires, et aux suppléments nutritionnels. L'utilisation de stéroïdes anabolisants est particulièrement élevée chez les personnes atteintes de dysmorphie musculaire.
Les patients présentent des troubles important de l’attention et sont généralement très distraits à l'école ou au travail. Certains peuvent éviter les relations amoureuses en raison de l’image repoussante qu’ils se font de leur propre corps. Par comparaison aux dysmorphies non musculaires, les taux de tentatives de suicide sont particulièrement élevés. D’autres troubles sont parfois associés comme le complexe d'Adonis, un problème plus général que la dysmorphie musculaire et en grande partie attribuée aux normes de beauté irréalistes véhiculées par la société pour les hommes. La dysmorphie musculaire chez les hommes pourrait être le pendant masculin de l'anorexie mentale chez les femmes. La Fondation du trouble de la dysmorphie corporelle a estimé qu’un homme sur dix pratiquant le fitness manifestait le trouble.

## Traitement
Les thérapies cognitives et comportementales semblent être aptes à soigner la dysmorphophobie musculaire.
Le traitement par la parole permet de trouver l’origine singulière du trouble et de s’en dégager à son rythme. Les questions du regard et de l’image dépassent celles du poids et de l’apparence, puisque même mince voire très maigre, le patient persiste à ne pas se voir autrement que ce qu’il veut bien voir sinon regarder. Avec le miroir, dans ce rapport qu’entretient le patient à son miroir, il se passe quelque chose qui dit et répète « tu n’es pas » ou bien « « tu n’as pas ». Quelque chose dont ce patient en particulier ne parvient pas à faire le deuil.  Dans l’image du miroir, le regard n’est jamais loin. Le regard perdu d’un père ou d’une mère, le regard en moins et/ou le regard en plus.